# Tony Hoare
Sir Charles Antony Richard Hoare (Tony Hoare ali C. A. R. Hoare) FRS FREng, britanski računalnikar in programer, * 1. januar 1934, Kolombo, Britanski Cejlon (sedaj Šrilanka).
Hoare je prispeval osnovne dosežke na področja programskih jezikov, algoritmov, operacijskih sistemov, formalne verifikacije in sočasnega izračunavanja. Za svoje znanstveno delo je leta 1980 prejel Turingovo nagrado, ki po navadi velja za najvišje priznanje na področju računalniških znanosti in je primerljiva z Nobelovo nagrado za druga področja.